# Kixtim
Kixtim - Кыштым (rus) és una ciutat de l'óblast de Txeliàbinsk, a Rússia.

## Geografia
Kixtim es troba al vessant oriental dels Urals, a 90 km al nord-oest de Txeliàbinsk, prop d'Oziorsk. Dins el municipi es troben diverses mines i dopòsits minerals, entre les quals destaquen la mina Slyudorudnik, on va ser descoberta la niquelpicromerita, i el tall de Mochalin, un placer d'or derivat d'una zona de contacte d'alcali-sienites i un dipòsit de terres rares, on han estat descrites nombroses espècies i que és la localitat tipus de fins a set espècies minerals.

## Història
Kixtim aconseguí l'estatus de possiólok (poble) el 1926 i el de ciutat el 1934. Es troba prop de la ciutat tancada de Txeliàbinsk-40 i del complex nuclear de Maiak. El 29 de setembre de 1947 a les 16.25 h es produí el que es coneix per l'accident nuclear de Kixtim. Nitrats i acetats augmentaren de temperatura al fons d'un pou de residus altament radioactius, i provocaren una gran explosió. L'explosió, provocada per un defecte del sistema de refredament de la reserva, contaminà greument tota la regió.
La regió tenia aleshores 270.000 habitants i s'hagué d'organitzar una evacuació massiva. Prop de 800 km² de terra esdevingueren inutilitzables, i al voltant del 82% de la zona ja es va tornar a obrir per a l'explotació forestal i agrícola. L'accident de Kixtim fou fortament amagat per les autoritats soviètiques fins al 1976, quan el biòleg soviètic Jorés Medvédev, refugiat a Londres, en revelà l'existència. El govern soviètic, però, no ho reconegué fins al 1989.